# Hildegard Klein
Hildegard Klein (geboren am 28. Juli 1904 in Frauenburg; gestorben am 6. Januar 1989 in Frankfurt am Main) war eine deutsche Ethnologin.

## Leben
Hildegard Klein war eine Tochter eines Bezirksfischermeisters. Sie besuchte nach ihrem ersten Schulabschluss für ein Jahr die höhere Handelsschule in Elbing und arbeitete anschließend in der Landwirtschaftlichen Genossenschaft Frauenburg. 1929 holte sie das Abitur in Königsberg in Preußen nach und studierte Wirtschaftswissenschaften an der Handelshochschule Königsberg und der Universität Frankfurt und legte die Diplomprüfung für das Handelslehramt ab. Sie absolvierte ein praktisch-pädagogisches Jahr an den Handelsschulen in Königsberg und Elbing.
1933 wurde sie Schreibkraft am Institut für Kulturmorphologie in Frankfurt am Main bei Leo Frobenius und nahm beim Ehepaar Frobenius die Rolle einer Haustochter ein. 1938 wurde sie in den Dienst des Städtischen Völkerkundemuseums übernommen und erhielt mit der Zeit Aufgaben in der Bibliothek und in der Forschung und bearbeitete den Index des von Hugo Bernatzik herausgegebenen Handbuchs der Angewandten Volkskunde. 1943 wurde sie Schriftleiterin der Institutszeitschrift Paideuma.
Klein wurde nach Kriegsende mit der Dissertation Die Finanzwirtschaft westafrikanischer Königreiche bei Wilhelm Gerloff promoviert und erhielt am Institut, an dem sie die informelle Rolle einer Generalsekretärin spielte, die Stelle einer wissenschaftlichen Assistentin. Klein kam erst nach ihrer Pensionierung dazu, das Tagebuch von Frobenius’ erster Forschungsreise in den Kongo zu publizieren.

## Schriften (Auswahl)
- Die Finanzwirtschaft westafrikanischer Königreiche. Diss. Frankfurt a. M. 1946
- Einführung in die Ausstellung Ferne Völker, Frühe Zeiten des Museums für Völkerkunde und des Frobenius-Institutes an der Johann-Wolfgang-Goethe-Universität Frankfurt am Main : 5. Mai bis 30. Juni 1957, Messegelände. Frankfurt am Main : Museum für Völkerkunde, 1957
- Leo Frobenius, Hildegard Klein: Märchen der Kabylen, in: Die Märchen der Weltliteratur, 1967
- (Bearbeiterin): Leo Frobenius: Ethnographische Notizen aus den Jahren 1905 und 1906.
  - 1. Völker am Kwilu und am unteren Kasai, Studien zur Kulturkunde Band 80. Stuttgart : Steiner, 1985
  - 2. Kuba, Leele, Nord-Kete, Studien zur Kulturkunde Band 84. Stuttgart : Steiner, 1987
  - 3. Luluwa, Süd-Kete, Bena Mai, Pende, Cokwe, Studien zur Kulturkunde Band 87. Stuttgart : Steiner, 1988
  - 4. Kaanyok, Luba, Songye, Tetela, Songe Meno/Nkutu, Studien zur Kulturkunde Band 97. Stuttgart : Steiner, 1990